# Крестовоздвиженский собор (Полоцк)
Крестовоздвиженский собор — православный храм в Полоцке на территории Спасо-Ефросиниевского монастыря. Построен в 1893—1897 годах в русско-византийском стиле по проекту и под руководством витебского губернского архитектора Владимира Коршикова.

## Архитектура
Белокаменный, крестообразный в плане храм завершённый пятью полусферическими куполами с позолоченными крестами. Центральный шлемовидный купол на высоком 12-гранном световом барабане, поддержанный угловыми «апостольскими» восьмигранными башнями с такими же купольными покрытиями. Полукруглая апсида решена в два яруса, по сторонам две низкие ризницы. Выделяются узкие высокие арочные оконные проёмы, строения по центру и сдвоенные по бокам. В декоративной отделке фасадов использованы закомары, арочные входные порталы, полуколонны, круглые медальоны.